# Eugenio Galiussi
Eugenio Galliussi (Cividale del Friuli, 18 luglio 1915 – Castelmourou, 14 novembre 2010) è stato un ciclista su strada italiano naturalizzato francese il 18 febbraio 1949.
Professionista dal 1939 al 1948, fu attivo prevalentemente in francia dove prese parte al primo Tour de France dopo l'interruzione dovuta alla Seconda Guerra Mondiale nella squadra Pays Bas/Etrangers de France.
Ottenne undici affermazioni fra i professionisti e piazzamenti in importanti corse francesi della sua epoca; nel 1942 concluse al secondo posto al Grand Prix des Nations (zona libera) dietro a Jean-Marie Goasmat e nel 1947 fu terzo al Circuit des villes d'eaux d'Auvergne.

## Palmares
- 1939 (Tendil, una vittoria)

2ª tappa Circuit du Midi
- 1942 (France Sport, due vittorie)

Critérium des Pyrénèes
Classifica generale Circuit du Mont Ventoux
- 1945 (France Sport, una vittoria)

Marseille-Nice
- 1946 (France Sport, quattro vittorie)

Grand Prix de Chamaliéres
Classifica generale Ventoux-Méditerranée
1ª tappa Ventoux-Méditerranée (Ventoux > Orange)
1ª tappa Grand Prix de la République (Tolosa > Tarbes)
- 1947 (France Sport, due vittorie)

Tour de Haute-Savoie
Grand Prix du Débarquement Sud

### Altri successi
- 1947 (France Sport, una vittoria)

Circuit de Bort-les-Orgues (criterium)

## Piazzamenti

### Grandi Giri
- Tour de France

1947: ritirato (alla 3ª tappa)

### Classiche monumento
- Parigi-Roubaix

1944: 19º
1945: 13º
1948: 46º